# علاء مهنا
علاء مفيد مهنا (1981 -) هو روائي وشاعر وصحفي فلسطيني.

## حياته ونشأته
من مواليد قرية البقيعة في الجليل الأعلى عام 1981. حاصل على جائزة «القطّان» لأفضل روائي فلسطيني عام 2009 على روايته «مقدسيّة أنا». له قيد النشر كتاب شعر بعنوان «بريشة العبث» ومطوّلة شعريّة بعنوان «سربيّة رؤى الكشف».

## التحصيل العلمي
- الدراسة العليا: حاصل على بكاروليوس في دراسات الإسلام والشرق الأوسط من الجامعة العبرية في القدس.
- المرحلة الثانويّة: أنهى الدراسة الثانويّة في كليّة ما إلياس في قرية عبلين.
- المرحلة الإعدادية: أنهى الدراسة الإعداديّة في بلده البقيعة.

## الحياة الأدبيّة
- نشأ علاء في قرية البقيعة الجليليّة في عائلة مثقفة وطنيّة فهو نجل الكاتب والصحافي الشيوعي مفيد مهنّا، ابتدأ الكتابة في العاشرة من العمر، كتب القصيدة العاموديّة وقصيدة التفعيلة منذ صباه، لكنّ أوّل إصداراته كان رواية نثريّة.
- رفض عند بلوغه المثول لأمر التجنيد الإجباري في الجيش الإسرائيلي، المفروض على أبناء طائفته العربيّة الدرزيّة، ثمّ انتقل للحياة في القدس فاحتلّت المدينة المقدسة مكانة هامّة في حياته وفي كتابته على حدّ سواء.
- أسّس وحرر وأصدر مع زملائه في الجامعة المجلة الثقافية والفنيّة «هوامش» والتي وزّعت بآلاف النسخ في فلسطين وعدّة عواصم عربيّة.
- حصل في عام 2009 على جائزة «عبد المحسن القطان» لأفضل روائي فلسطيني على روايته «مقدسيّة أنا» التي صدرت عن دار الأهليّة للنشر والتوزيع عام 2011.
- اشترك في العديد من المهرجانات الأدبيّة والسياسية والوطنيّة في فلسطين وفي العالم العربي.
- أسس مع العديد من الكتّاب في الداخل الفلسطيني اتحاد الكتّاب الفلسطينيين 48 وانتخب ليكون عضوا في إدارة الاتحاد.

## رواية مقدسية أنا
«تدخل هذه الرواية مناطق شائكة قلّما تم الالتفات إليها روائياً، حيث تنقل جانباً مهماً من حياة شريحة طلابية فلسطينية في القدس (حاملي الهوية الإسرائيلية) والمعاناة التي يواجهونها إزاء الهوية، ومعنى النضال وأساليبه. تنطوي الرواية على نقد ذاتي عنيف، ومحاولة للتمرد على القولبة النمطية التي تصنعها الطوائف والعشائر والاحتلال أيضاً، كما تطرح أسئلة حيوية ومصيرية تطال مناحي متنوعة في الحياة، وهناك تمرد... وشخصيات واضحة، وسرد مشوق. كما تتميز هذه الرواية، التي تنبئ عن موهبة واعدة، بأنها تطرح الواقع السياسي للفلسطيني في علاقته مع الجدار، وتشظي المجتمعات الأصلية، ومشكلاتها الاجتماعية».
(من بيان لجنة تحكيم مسابقة الكاتب الشاب للعام 2009)